# Championnat de Slovénie de football de deuxième division
Le Championnat de Slovénie de football de deuxième division (en slovène : Druga Slovenska Nogometna Liga), aussi connu sous l'abréviation 2.SNL, est un championnat professionnel qui constitue le deuxième échelon du football slovène. Il a été créé en 1991, à l'indépendance du pays à la suite de l'éclatement de la Yougoslavie, et est organisé par la Fédération de Slovénie de football.

## Clubs participants à l'édition 2024-2025
| Club                  | Ville représentée  | Classement 2023-2024 | Stade                                 | Capacité théorique |
| --------------------- | ------------------ | -------------------- | ------------------------------------- | ------------------ |
| NK Aluminij           | Kidričevo          | 10e de D1            | Parc des sports Aluminij              | 2 600              |
| ND Beltinci (en)      | Beltinci           | 3e                   | Parc des sports de Beltinci           | 4 000              |
| ND Gorica             | Nova Gorica        | 4e                   | Parc des sports de Nova Gorica        | 3 066              |
| NK Brinje (en)        | Grosuplje          | 5e                   | Parc des sports de Brinje             | 1 000              |
| NK Triglav            | Kranj              | 6e                   | Centre sportif de Kranj               | 2 060              |
| NK Bistrica (en)      | Slovenska Bistrica | 7e                   | Parc des sports de Slovenska Bistrica | 2 500              |
| NK Rudar              | Velenje            | 8e                   | Stade Ob Jezeru                       | 2 341              |
| NK Jadran Dekani (en) | Dekani (en)        | 9e                   | Terrain Ivan Gregorič                 | 2 500              |
| ND Bilje (en)         | Bilje (en)         | 10e                  | Stade V Dolinci                       | 1 300              |
| NK Tolmin (en)        | Tolmin             | 11e                  | Stade Na Brajdi                       | 3 000              |
| ND Dravinja (en)      | Dravinja           | 12e                  | Stade Dobrava                         | 1 200              |
| NK Krka               | Novo mesto         | 13e                  | Stade Portoval                        | 4 000              |
| ND Ilirija 1911 (en)  | Ljubljana          | 14e                  | Stade Ilirija                         | 1 440              |
| NK Tabor Sežana       | Sežana             | 15e                  | Stade Rajko Štolfa Sežana             | 1 200              |
| NK Drava              | Ptuj               | 1er de D3 (est)      | Stade municipal de Ptuj               | 3 200              |
| ND Slovan (en)        | Ljubljana          | 2e de D3 (ouest)     | Parc des sports de Kodeljevo          | 3 000              |

## Palmarès
En gras, les clubs promus en première division.
| Saison    | Saison       | Champion              | Vice-champion       | Troisième             | Meilleur buteur              | Buts |
| --------- | ------------ | --------------------- | ------------------- | --------------------- | ---------------------------- | ---- |
| 1991-1992 | Groupe est   | NK Železničar Maribor | NK Dravograd        | NK Turnišče           | -                            | -    |
| 1991-1992 | Groupe ouest | NK Krka               | NK Triglav Kranj    | ND Ilirija 1911       | -                            | -    |
| 1992-1993 | 1992-1993    | NK Jadran Dekani      | NK Primorje         | NK Kočevje            | Miloš Breznikar              | 31   |
| 1993-1994 | 1993-1994    | NK Kočevje            | NK Korotan Prevalje | NK Turnišče           | Milan Osterc                 | 20   |
| 1994-1995 | 1994-1995    | NK Šmartno ob Paki    | NK Nafta Lendava    | NK Zagorje            | Tomi Druškovič               | 26   |
| 1995-1996 | 1995-1996    | Železničar Ljubljana  | NK Nafta Lendava    | ND Črnuče             | Marjan Dominko Oskar Drobne  | 19   |
| 1996-1997 | 1996-1997    | NK Slavija Vevče      | NK Drava            | NK Dravograd          | Anton Usnik                  | 15   |
| 1997-1998 | 1997-1998    | NK Triglav Kranj      | FC Koper            | NK Domžale            | Oliver Bogatinov             | 32   |
| 1998-1999 | 1998-1999    | NK Dravograd          | NK Pohorje          | NK Železničar Maribor | Alen Mujanovič               | 18   |
| 1999-2000 | 1999-2000    | FC Koper              | NK Tabor Sežana     | NK Šmartno ob Paki    | Milan Emeršič                | 21   |
| 2000-2001 | 2000-2001    | NK Triglav Kranj (2)  | NK Šmartno ob Paki  | NK Aluminij           | Borut Arlič                  | 22   |
| 2001-2002 | 2001-2002    | NK Dravograd (2)      | NK Ljubljana        | NK Aluminij           | Matej Rebol                  | 23   |
| 2002-2003 | 2002-2003    | NK Domžale            | NK Drava            | NK Aluminij           | Matjaž Majcen                | 26   |
| 2003-2004 | 2003-2004    | NK Rudar Velenje      | NK Bela Krajina     | NK Zagorje            | Ismet Ekmečić                | 30   |
| 2004-2005 | 2004-2005    | NK Rudar Velenje (2)  | NK Nafta Lendava    | NK Svoboda            | Mirnes Ibrahimovič           | 32   |
| 2005-2006 | 2005-2006    | NK Factor             | ND Dravinja         | NK Triglav Kranj      | Živojin Vidojević            | 15   |
| 2006-2007 | 2006-2007    | NK Livar              | SC Bonifika         | NK Krško              | Dejan Božičič Dalibor Volaš  | 14   |
| 2007-2008 | 2007-2008    | NK Rudar Velenje (3)  | SC Bonifika         | NK Bela Krajina       | Alen Mujanovič               | 21   |
| 2008-2009 | 2008-2009    | NK Olimpija Ljubljana | NK Aluminij         | NK Triglav Kranj      | Dejan Burgar                 | 16   |
| 2009-2010 | 2009-2010    | NK Primorje           | NK Triglav Kranj    | NK Aluminij           | Darko Kremenović             | 15   |
| 2010-2011 | 2010-2011    | NK Aluminij           | NK Interblock       | ND Dravinja           | Ladislav Stanko              | 16   |
| 2011-2012 | 2011-2012    | NK Aluminij (2)       | NK Dob              | NK Šenčur             | Goran Vuk                    | 17   |
| 2012-2013 | 2012-2013    | NK Zavrč              | NK Dob              | NK Krka               | Josip Golubar Amer Krcić     | 13   |
| 2013-2014 | 2013-2014    | NK Dob                | NK Radomlje         | NK Aluminij           | Marko Nunić                  | 16   |
| 2014-2015 | 2014-2015    | NK Krško              | NK Aluminij         | NK Dob                | Matej Poplatnik              | 18   |
| 2015-2016 | 2015-2016    | NK Radomlje           | NK Aluminij         | NK Drava              | Lovro Bizjak Dejan Sokanović | 14   |
| 2016-2017 | 2016-2017    | NK Triglav Kranj (3)  | NK Dob              | NK Ankaran            | Matej Poplatnik              | 27   |
| 2017-2018 | 2017-2018    | NŠ Mura               | NK Drava            | NK Nafta 1903         | Marko Roginić                | 21   |
| 2018-2019 | 2018-2019    | NK Bravo              | NK Tabor Sežana     | NK Radomlje           | Anel Hajrić                  | 35   |
| 2019-2020 | 2019-2020    | FC Koper (2)          | ND Gorica           | NK Radomlje           | Žan Medved Lovre Čirjak      | 14   |
| 2020-2021 | 2020-2021    | NK Radomlje (2)       | NK Krka             | NK Nafta 1903         | Kaheem Parris                | 16   |
| 2021-2022 | 2021-2022    | ND Gorica             | NK Triglav Kranj    | NK Krka               | Tin Matić                    | 21   |
| 2022-2023 | 2022-2023    | NK Rogaška            | NK Aluminij         | ND Ilirija 1911       | Matej Poplatnik              | 24   |
| 2023-2024 | 2023-2024    | ND Primorje           | NK Nafta 1903       | ND Beltinci           | Toni Lun Bončina             | 17   |
| 2024-2025 | 2024-2025    | NK Aluminij ()        | NK Triglav Kranj    | ND Gorica             | Stanislav Krapukhin          | 19   |

1. ↑  Le FC Koper est promu à la fin de la saison 1995-1996 malgré une 6e place[4].
2. ↑  La saison est interrompue en mars 2020 en raison de la pandémie de Covid-19 en Slovénie. C'est les deux équipes les mieux placées à l'arrêt du championnat, à savoir le FC Koper et le ND Gorica qui sont promues, mais aucune n'est sacrée championne[5].